# Anto Babić
Anto Babić (3. ledna 1899 Grahovik, okres Travnik, Bosna a Hercegovina – 12. ledna 1974 Sarajevo, Federativní lidová republika Jugoslávie) byl bosenskohercegovský historik a pedagog chorvatského původu.

## Život
Základní školu navštěvoval v obci Dolac u Travniku, gymnázium pak v Travniku a Sarajevu (zde roku 1919 odmaturoval). Na Filozofické fakultě Univerzity v Záhřebu absolvoval historii a geografii (1923), poté se zaměstnal jako profesor v gymnáziu v Sušaku v nynějším Chorvatsku. Mezi lety 1925 a 1943 působil jako profesor na gymnáziu v Sarajevu.
Za druhé světové války se připojil ke komunistickým partyzánům. Na prvním zasedání Zemského antifašistického výboru národního osvobození Bosny a Hercegoviny byl jmenován jako zástupce Chorvatů do Předsednictva tohoto orgánu. Působil též jako delegát na druhém zasedání Antifašistické rady národního osvobození Jugoslávie. V letech 1945–1946 vykonával úřad tajemníka (ministra) školství Bosny a Hercegoviny, místopředseda Prezídia Lidového shromáždění Lidové republiky Bosny a Hercegoviny (1946) a poslanec Rady národů Prozatímní sněmovny a posléze Ústavodárného shromáždění Demokratické federativní Jugoslávie.
Po válce získal místo profesora ve Vyšší pedagogické škole v Sarajevu (1946–1948), poté zastával funkci předsedy výboru pro vysoké školy a vědecké instituce. Roku 1950 byl zvolen za řádného profesora a prvního děkana právě zřízené Filozofické fakulty Univerzity v Sarajevu. Byl zakladatelem Katedry historie, na níž do roku 1970 přednášel o dějinách středověku.
Babić byl prvním předsedou Historické společnosti Bosny a Hercegoviny (1947–1954). Od roku 1952 byl členem právě zřízené Učené společnosti, která roku 1966 přerostla v Akademii věd a umění Bosny a Hercegoviny. Od roku 1965 byl dopisujícím členem Srbské akademie věd a umění a od roku 1972 dopisujícím členem Makedonské akademie věd a umění. Byl také členem redakční rady a spolupracovníkem monumentálního díla Enciklopedija Jugoslavije.
Odborně se zbýval převážně studiem středověkých dějin Bosny a Hercegoviny. Vedle toho založil a vedl Ročenku Historické společnosti Bosny a Hercegoviny (1949–1957, Godišnjak Društva istoričara Bosne i Hercegovine), kde hojně publikoval odborné stati.

## Dílo
- Istorija naroda Jugoslavije. Dio 1 (Dějiny národů Jugoslávie, 1. sv., Sarajevo 1946, 1947, 1948), monografie
- Istorija naroda Jugoslavije (Dějiny národů Jugoslávie, red. komise Anto Babić aj., ekavská varianta, Beograd, 1. sv. 1953, 2. sv. 1960), Historija naroda Jugoslavije (ijekavská verze, Zagreb, 1. sv. 1953, 2. sv. 1959), kolektivní monografie
- O odnosima vazaliteta u srednjevjekovnoj Bosni (O vazalských vztazích ve středověké Bosně, Sarajevo 1954), monografie
- O pitanju formiranja srednjevjekovne bosanske države (O otázce formování středověkého bosenského státu, Sarajevo 1955), separát odborného článku
- Bosanski heretici (Bosenští heretici, Sarajevo 1963), monografie
- Iz istorije srednjovjekovne Bosne (Z dějin středověké Bosny, Sarajevo 1972), monografie
- Diplomatska služba u srednjovjekovnoj Bosni (Diplomatická služba ve středověké Bosně, Sarajevo 1995), monografie